# Achaemenes synavei
Achaemenes synavei är en insektsart som beskrevs av Williams 1975. Achaemenes synavei ingår i släktet Achaemenes och familjen kilstritar. Inga underarter finns listade i Catalogue of Life.